# 高毓璘
高毓璘（1985年2月7日—）臺灣新聞主播，畢業於輔仁大學新聞系。曾任中天新聞台擔任社會線記者、三立新聞台娛樂線記者、三立iNEWS《最HOT 5000秒》主持人。現任三立iNEWS《iNEWS錢進大頭條》當家主播、《istar全球星勢力》主持人。

## 婚姻狀況
2013年11月與補教老師朱祺結婚，生下一子。2022年9月承認自己與朱祺早於2020年底離婚，結束七年婚姻。

## 外部連結
- 高毓璘的Facebook專頁
- 高毓璘的Instagram帳戶